# Cuerpo de Marines de Namibia
El Cuerpo de Marines de Namibia es la Infantería de Marina de la República de Namibia y forma parte de la Armada de Namibia y de las Fuerzas de Defensa de Namibia.

## Historia
El Cuerpo de Marines es una adición reciente a la Fuerza de Defensa de Namibia debido al establecimiento gradual de la Marina de Namibia. Los primeros infantes de marina fueron entrenados en el Brasil en 2005. El Comandante de la Infantería de Marina está subordinado al Comandante de la Marina de Namibia. El actual Comandante del Cuerpo de Marines es el Capitán Appolos Haimbala.

## Entrenamiento
Los aspirantes a infantes de marina son entrenados en Namibia por una combinación de instructores namibios, así como por el Equipo de Asesoramiento Militar del Brasil (BRAZMATT) con sede en Walvis Bay. El primer curso que se completa antes de la iniciación como marino es el Curso de Formación de Soldados de la Marina, que dura cinco meses, tras los cuales se realiza la iniciación en el cuerpo de marinos y se asciende al marino al rango de marinero capaz. Los Marines que se especializan en infantería deben completar un curso de especialización de seis meses. El Curso de Operaciones Especiales de los Comandos Anfibios de los Marines es el curso más difícil del cuerpo y tiene una tasa de fracasos de uno en dos; sus cursos duran un año.

## Estructura de la fuerza
Durante su infancia, el Jefe de Apoyo Naval de la Marina indicó que el objetivo a corto plazo era tener una fuerza formada por la Compañía de Infantería del Cuerpo de Marines, la Compañía de Apoyo al Servicio, la Compañía de Preboste y la Banda de Música. Sin embargo, debido a los requisitos de operación, se prevé un batallón de Marines con sus propios equipos de reacción rápida orgánica, unidad de botes operacionales y equipos de buceo operacional.
- Fuerza de Reacción Rápida
  - Batallón de Infantería del Cuerpo de Marines
  - Compañía de Apoyo al Servicio
  - Compañía Provost
  - Banda de música
- Unidad de Operaciones Especiales Anfibias
- Unidad Operativa de Barcos
- Equipo de buceo operacional
- Fuerza de Reacción Rápida

### Fuerza de acción rápida

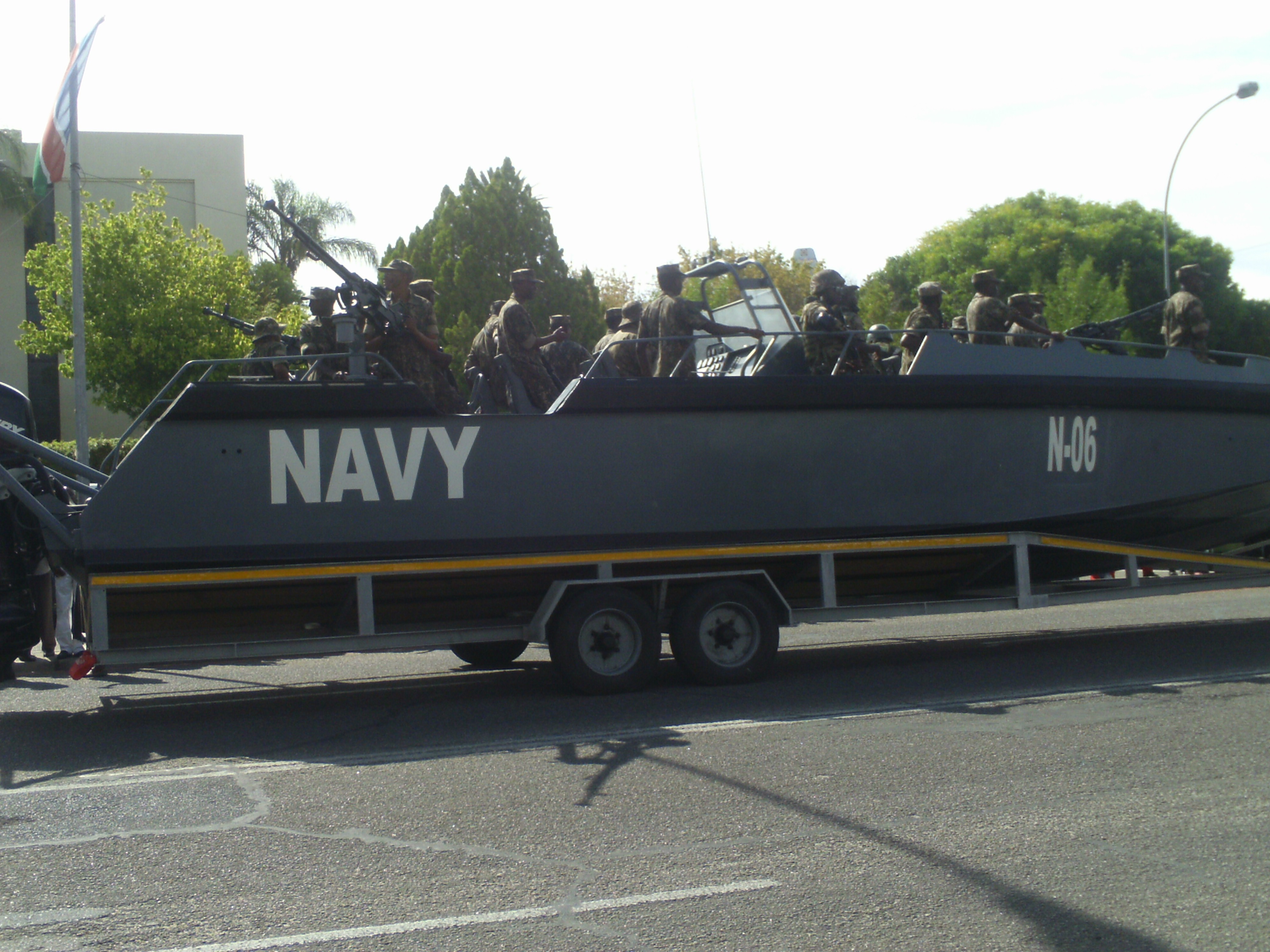
Marines de la Unidad Operativa de Barcos desfilan en el centro de la ciudad Windhoek el 20 de marzo de 2015 durante las celebraciones de la Independencia de Namibia

Una unidad de infantería ligera responsable de la protección de las bases estáticas, de avanzada y navales.

#### Batallón de Infantería del Cuerpo de Marines
El Batallón de Infantería del Cuerpo de Marines es la unidad responsable de llevar a cabo las operaciones armadas de los marines. Un batallón completo de la marina se ha levantado inicialmente de una sola compañía.

#### Compañía de Apoyo al Servicio
La compañía de apoyo de servicios proporciona servicios de sostenimiento directos e indirectos al Batallón de Marines mientras lleva a cabo las operaciones. El servicio de apoyo que ofrece la subunidad incluye, pero no se limita a:
- Intendente
- Finanzas
- Médico
- Transporte

#### Compañía Provost
La compañía del preboste es responsable de la vigilancia del personal de la Marina.

#### Banda de música
El realiza tareas musicales para funciones militares y cualquier otra función apolítica para el público en general. La banda emula al Cuerpo de Tambores y Cornetas de los Marines de los Estados Unidos y a las 5 bandas del Servicio de Bandas de los Marines Reales. La Banda de Música se presenta en muchos eventos importantes cada año, se considera y se integra en funerales de estado, ceremonias de llegada de estado, cenas de estado, desfiles y otros eventos sociales. Aunque es una banda naval de la Armada de Namibia, es una unidad separada del conjunto insignia de la Armada, la Banda de la Armada de Namibia.

### Comandos anfibios
Es la principal unidad de las Fuerzas Especiales de Namibia, que se encargan de llevar a cabo actividades de operaciones especiales en el ámbito de la Infantería de Marina y el Gobierno de Namibia.

### Unidad de Embarcaciones Operacionales
Conduce pequeñas patrullas de barcos.

### Equipo de buceo operativo
Su función varía según la situación, y sus tareas van desde la lucha contra el terrorismo hasta la eliminación de artefactos explosivos.

## Despliegues
La infantería del Cuerpo de Marines está desplegada en buques e instalaciones costeras de la Marina de Namibia

## Equipamiento del cuerpo de marines

### Rifles
| Nombre       | Foto | Tipo            | Calibre    | Origen                                |
| ------------ | ---- | --------------- | ---------- | ------------------------------------- |
| AK-47        |      | Fusil de asalto | 7.62×39mm  | Bandera de la Unión Soviética         |
| AK-105       |      | Fusil de asalto | 5.45x39 mm | Bandera de Rusia                      |
| AK-103       |      | Fusil de asalto | 7.62x39 mm | Bandera de Rusia                      |
| Norinco CQ-A |      | Fusil de asalto | 5.56×45mm  | Bandera de la República Popular China |

### Subfusiles
| Nombre    | Foto | Tipo     | Calibre | Origen           |
| --------- | ---- | -------- | ------- | ---------------- |
| Vityaz-SN |      | subfusil | 9x19 mm | Bandera de Rusia |
| FAMAE SAF |      | subfusil | 9x19 mm | Bandera de Chile |

### Ametralladoras
| Nombre             | Foto | Tipo          | Calibre    | Origen                        |
| ------------------ | ---- | ------------- | ---------- | ----------------------------- |
| PKP Pecheneg       |      | Ametralladora | 7.62x54 mm | Bandera de Rusia              |
| RPK                |      | Ametralladora | 7.62x39 mm | Bandera de la Unión Soviética |
| Ametralladora Kord |      | Ametralladora | 12.7×108mm | Bandera de la Unión Soviética |

### Granadas y lanzagranadas
| Nombre | Foto | Tipo          | Calibre | Origen                        |
| ------ | ---- | ------------- | ------- | ----------------------------- |
| AGS-30 |      | Lanzagranadas | 30 mm   | Bandera de Rusia              |
| GP-34  |      | Lanzagranadas | 40 mm   | Bandera de la Unión Soviética |

### Armas antitanque
| Nombre | Fotografía | Tipo          | Origen |
| ------ | ---------- | ------------- | ------ |
| RPG-7  |            | Lanzagranadas | Rusia  |